# Морская операция
Морская операция — совокупность согласованных и взаимосвязанных по цели, месту и времени морских сражений, боёв и ударов, проводимых группировками разнородных сил флота как самостоятельно, так и во взаимодействии с соединениями (частями) других видов вооружённых сил в соответствии с единым замыслом и планом в ограниченном районе (зоне) океанского театра военных действий для решения отдельных наиболее важных оперативных задач, как правило, в рамках операции флота.
В зависимости от выполняемых задач различают морские операции: по уничтожению авианосных группировок, по уничтожению ракетных подводных лодок, по нарушению океанских (морских) перевозок противника, по защите судоходства, по уничтожению противолодочных сил противника.

## Виды морских операций

### Морская операция по уничтожению авианосных группировок противника
Целью морской операции по уничтожению авианосных группировок противника является срыв или максимальное ослабление ударов палубно-штурмовой авиации по береговым объектам и группировкам вооружённых сил с помощью действий соединений и частей подводных лодок, морской и дальней авиации, надводных кораблей (находясь в районах боевого маневрирования и на переходе морем, последние наносят удары по авианосцам, а также транспортам из состава соединений и групп обслуживания). Создание благоприятных условий для проведения операций этого рода обеспечивается уничтожением противолодочных сил противника, его сил и средств ПВО, а также подавления систем управления авианосными группировками.

### Морская операция по уничтожению ракетных подводных лодок противника
Целью морской операции по уничтожению ракетных подводных лодок противника является максимальное ослабление ударов ракетных подводных лодок ядерным или тактическим оружием по важным оборонительным объектам и группировкам вооружённых сил. Цель операции в ВМФ СССР достигалась использованием разнородных противолодочных сил (подводных лодок, надводных кораблей, авиации), осуществляющих поиск и уничтожение ракетных ПЛ противника в районах их боевого патрулирования, на переходе в эти районы и на подходах к пунктам базирования. Частью сил флота при этом ведутся боевые действия по уничтожению сил, средств и объектов противника, обеспечивающих его ракетные ПЛ или противодействующих союзным противолодочным силам

### Морская операция по срыву океанских (морских) перевозок противника
Целью морской операции по срыву океанских (морских) перевозок противника является снижение или недопущение переброски морем войск, боевой техники и экономических грузов на континентальные театры военных действий в интересах успешных собственных сухопутных войск. Средством достижения этой цели является ведение боевых действий соединениями подводных лодок (бригад или дивизий), морской авиации, реже надводных кораблей, как самостоятельно, так и во взаимодействии с соединениями и частями ВВС, ракетных войск и артиллерии сухопутных сил по уничтожению конвоев и одиночных транспортов противника, разрушению вражеских портов погрузки и разгрузки, затруднению использования им морским коммуникаций (в том числе постановкой мин заграждения), а также по уничтожению сил противника, прикрывающих конвои, пунктов управления и обеспечения судоходства противника. Благоприятные военно-географические условия при проведении такой морской операции могут привести к морской блокаде противника, целью которой является полное пресечение его перевозок в заданном районе на определённый срок.

### Морская операция по защите судоходства
Целью морской операции по защите судоходства является обеспечение безопасности перевозки морем войск, боевой техники, экономических грузов для приморского фронта, государства (в том числе его отдельных областей) или союза государств. Цель операции достигается совместными действиями соединений надводных кораблей, авиации, подводных лодок, береговых ракетно-артиллерийских войск и войск ПВО по уничтожению противника, представляющего угрозу судоходству государства, и, кроме этого, обороной конвоев и отдельных транспортов на переходе морем, в пунктах погрузки и выгрузки от ударов с моря и воздуха.

### Морская операция по уничтожению противолодочных сил противника
Целью морской операции по уничтожению противолодочных сил противника является создание благоприятных условий для развёртывания и решения своих боевых задач дружественными ракетными и многоцелевыми подводными лодками. К таким операциям привлекаются соединения подводных лодок, авиации и надводных кораблей. Цель операции по уничтожению противолодочных кораблей противника достигается путём уничтожения разнородных противолодочных сил противника в море и базах методом подавления его стационарных гидроакустических систем и уничтожения пунктов базирования и управления его противолодочными силами.